# 林迪舞
林迪舞(Lindy Hop)起源于查尔斯顿舞。其命名来自于查尔斯·林白1927年首次不间断横渡大西洋的飞行。作为摇摆舞(Swing Dance)的一支，在1920-1930年代创建过程中林迪受到了许多舞种的启发，但影响最大的是爵士舞，踢踏舞和查尔斯顿舞。
林迪的基本节奏为八拍(数拍为慢步-慢步-三步-慢步-慢步-三步)。在发展过程中，林迪吸收了许多双人舞和单人舞的动作，包括黑人舞蹈中的即兴成分和欧洲八拍交际舞结构。最基本的步伐称为外摇摆(Swingout)，領舞者(Leader)左手拉着跟舞者(Follower)的右手。在闭合姿势(Closed Position)中, 領舞者與跟舞者双臂拥抱。
1980年代林迪在美国，瑞典和英国有复兴的趋势。在今天世界上的五大洲里林迪舞爱好者都为数不少。

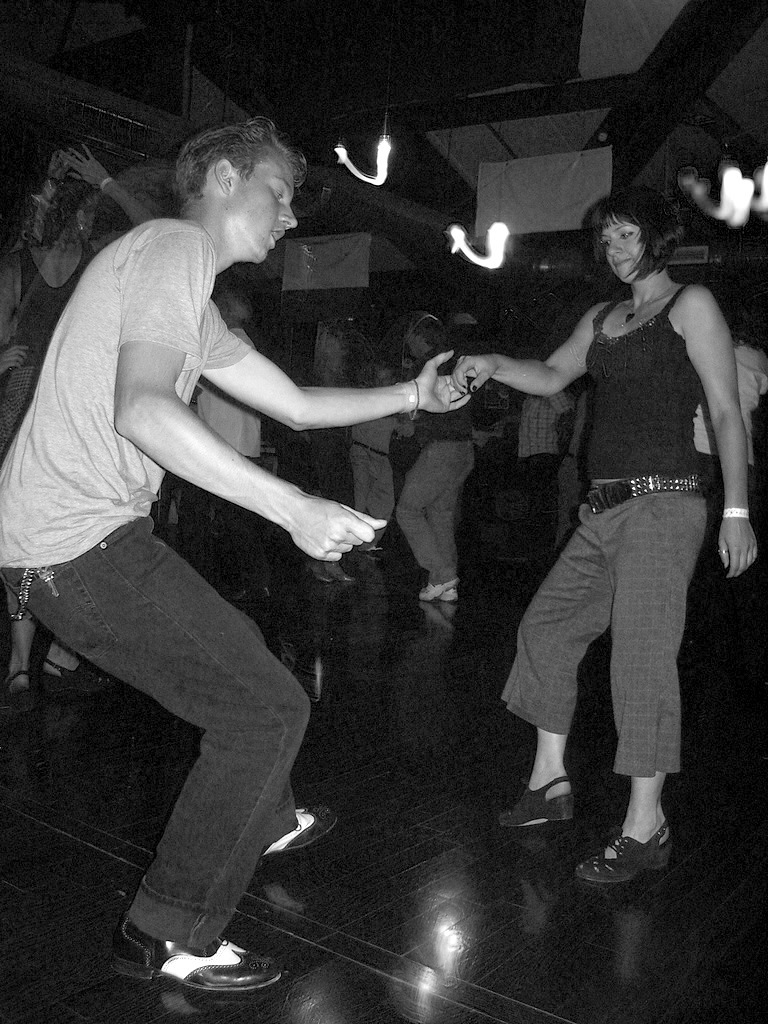
外摇摆 (Swingout)
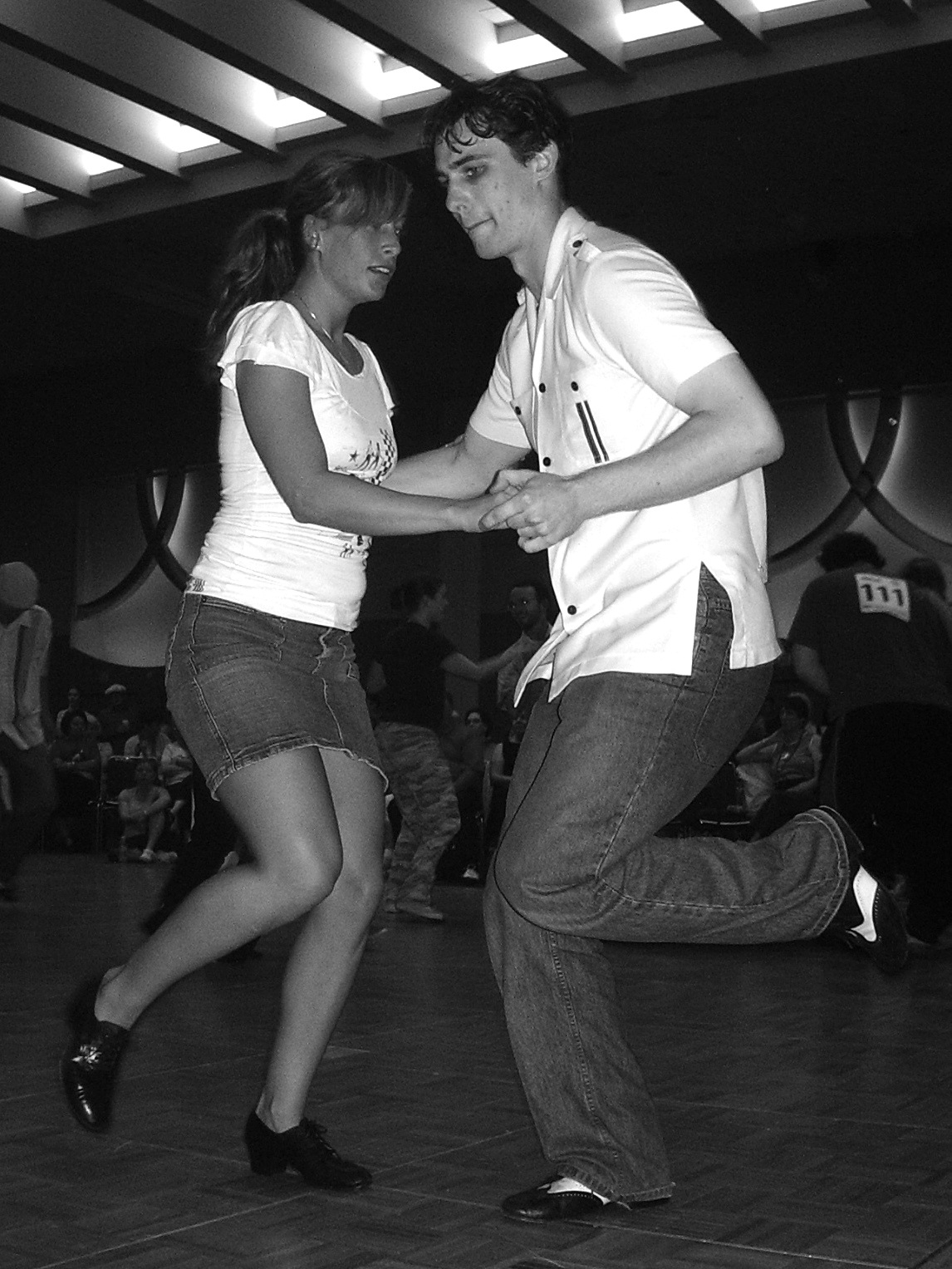
闭合姿势 (Closed Position)
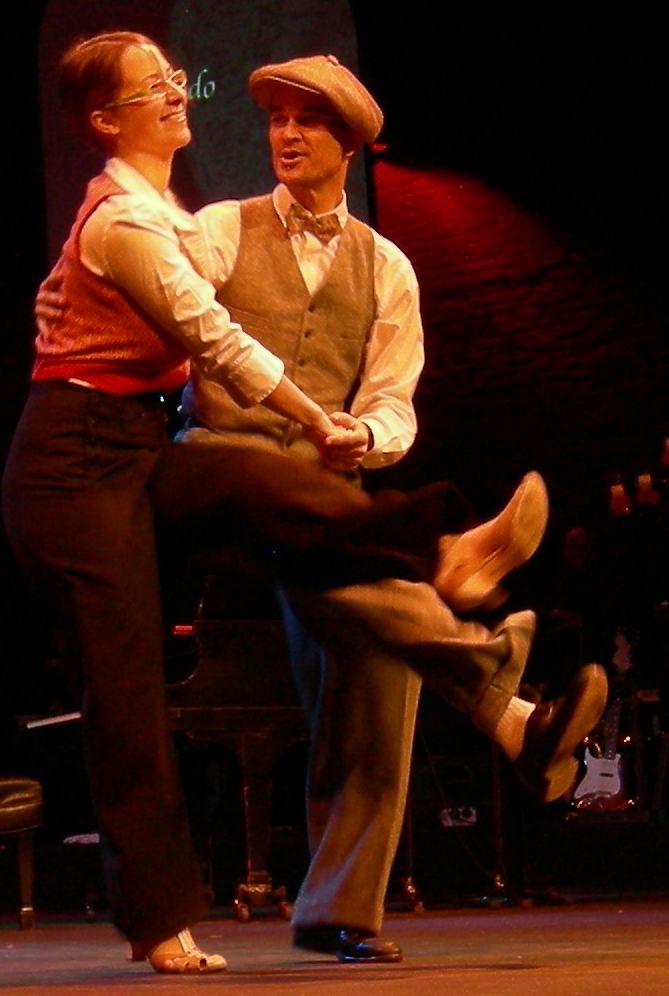
查尔斯顿 (Basic Charleston, Frida Segerdahl, Peter Loggins)